# 卡拉科尔 (吉尔吉斯斯坦)

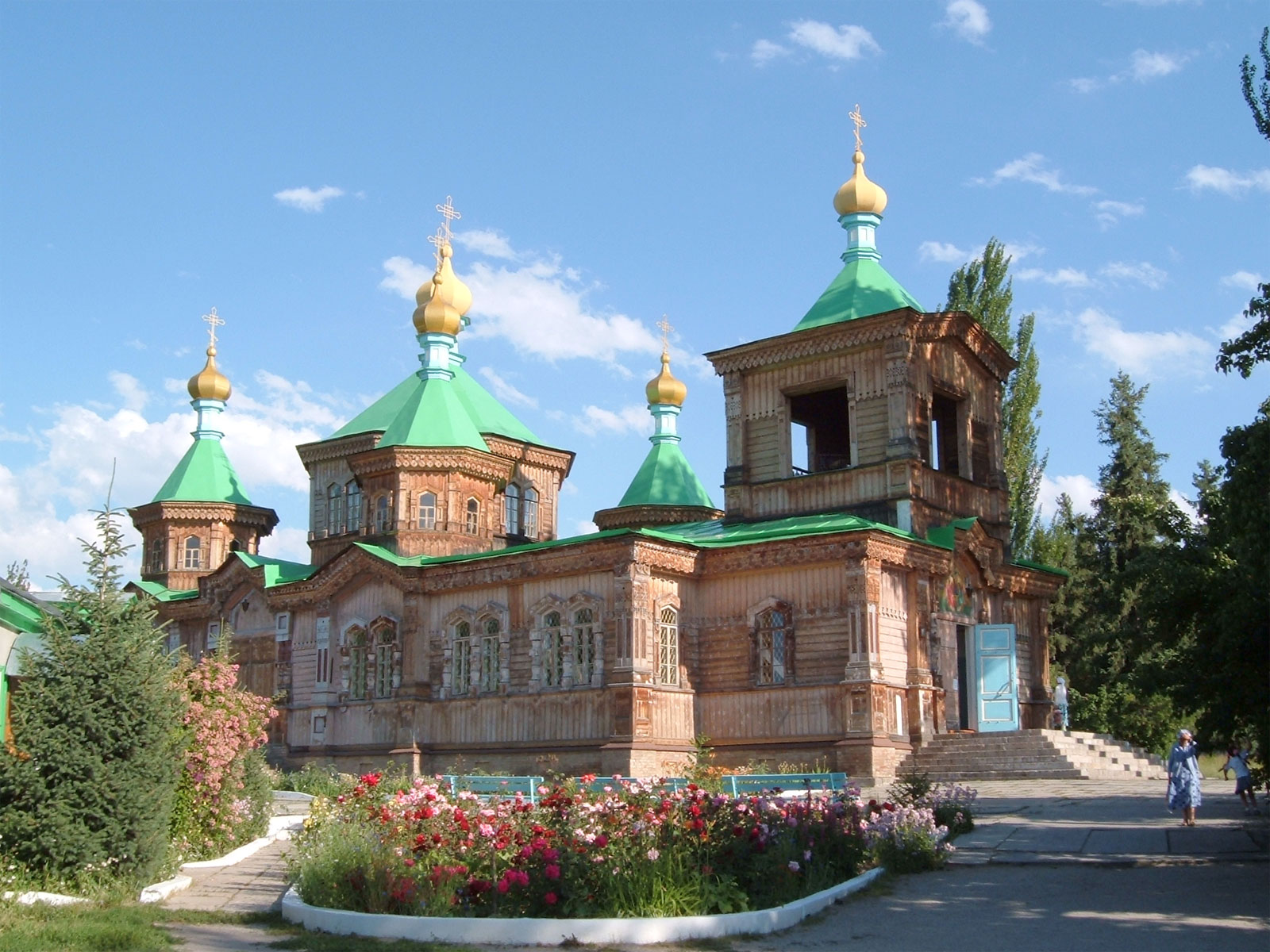
市内的教堂

卡拉科尔，吉尔吉斯斯坦东部城市，距离首都380公里。卡拉科尔为伊塞克湖州首府所在地。总人口75,000。

## 名称
“卡拉科尔”意为“黑湖”。1888年10月20日，俄国考察家尼古拉·米哈伊洛维奇·普热瓦利斯基病逝于卡拉科尔。俄国沙皇亚历山大三世将卡拉科尔改名为普尔热瓦尔斯克。俄国十月革命后恢复原名。1939年5月31日，卡拉科尔市再次被更名为普尔热瓦尔斯克。1991年苏联解体后，再次复名卡拉科尔。